# Vittorino Veronese

Vittorino Veronese, 1957

Vittorino Veronese (* 1. März 1910 in Vicenza, Italien; † 3. September 1986 in Rom) war vom 5. Dezember 1958 bis 2. November 1961 Generaldirektor der UNESCO.

## Biografie
Als antifaschistischer Anwalt, Publizist, Hochschullehrer und Vater von sieben Kindern interessierte sich Veronese sehr früh für soziale Fragen und Erziehung und ihre internationale Dimension. Nach dem Ende des Faschismus wurde er in hohe Funktionen im italienischen Bankenwesen berufen und wirkte als Generalsekretär und Präsident der Azione cattolica (1944–1952).
Veronese hatte im politischen und kulturellen Leben Italiens großes Ansehen erlangt und war ein Kandidat, der den Ausgleich und den Kompromiss suchenden Kräfte. Bekannt war seine Kunst des Verhandelns und seine Fähigkeit der rhetorischen Harmonisierung von Uneinigkeit.
Von 1952 bis 1956 vertrat er sein Land im UNESCO-Exekutivrat, dem er bis 1958 als Präsident vorstand.
| Personendaten    | Personendaten                                                                   |
| ---------------- | ------------------------------------------------------------------------------- |
| NAME             | Veronese, Vittorino                                                             |
| KURZBESCHREIBUNG | italienischer Anwalt, Publizist, Hochschullehrer und Generaldirektor der UNESCO |
| GEBURTSDATUM     | 1. März 1910                                                                    |
| GEBURTSORT       | Vicenza, Italien                                                                |
| STERBEDATUM      | 3. September 1986                                                               |
| STERBEORT        | Rom                                                                             |